# Constantin Hansen

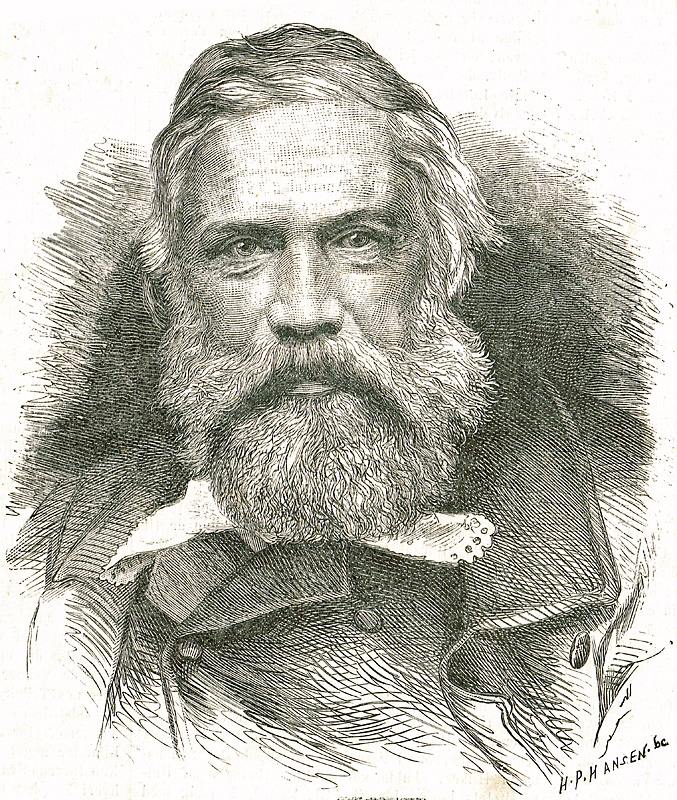
Constantin Hansen

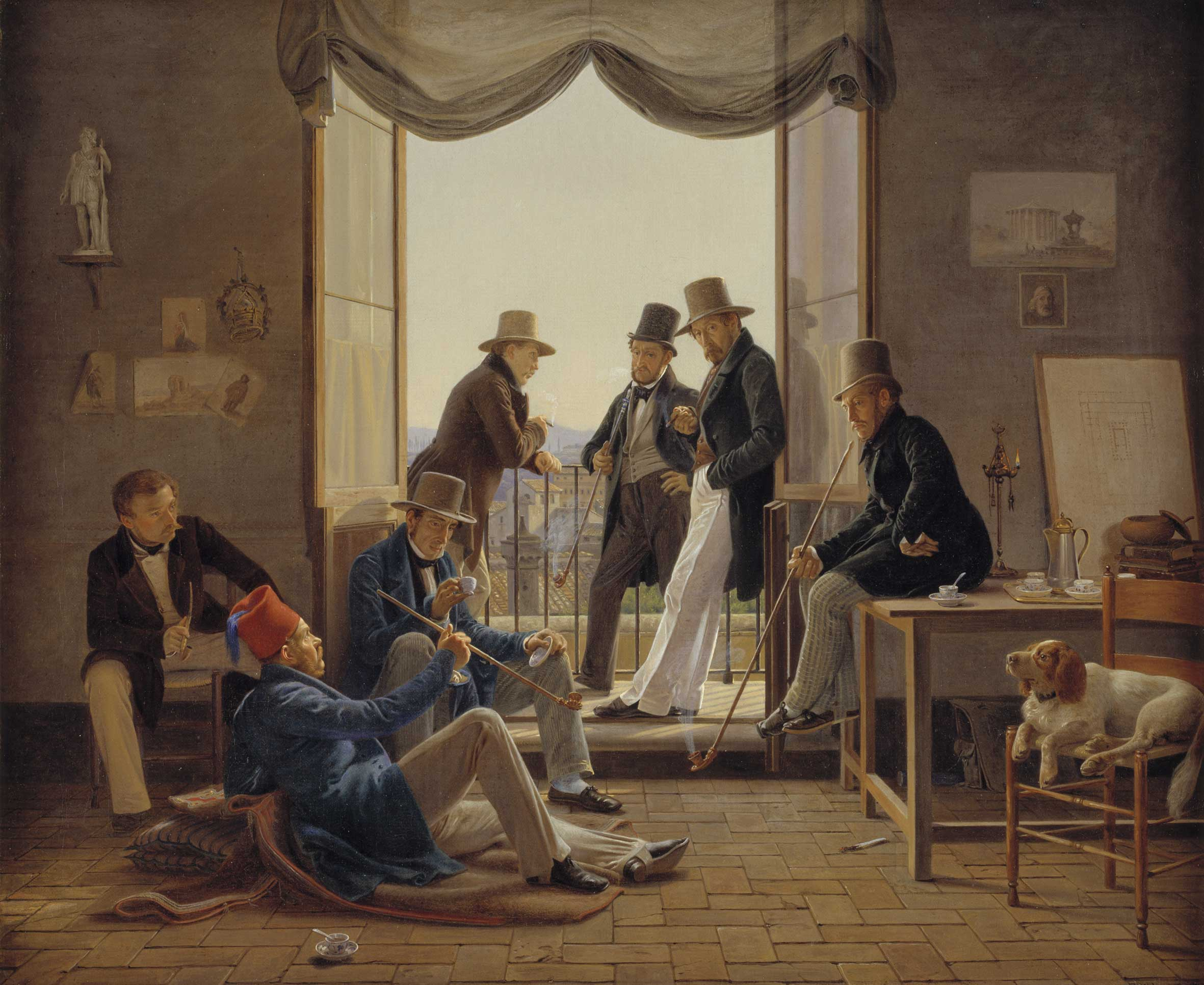
Duńscy artyści w Rzymie, 1837

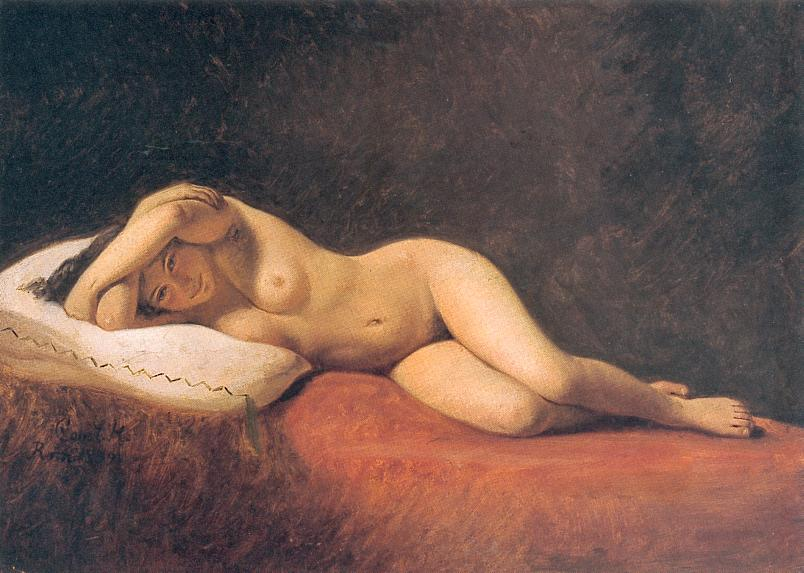
Akt, 1839

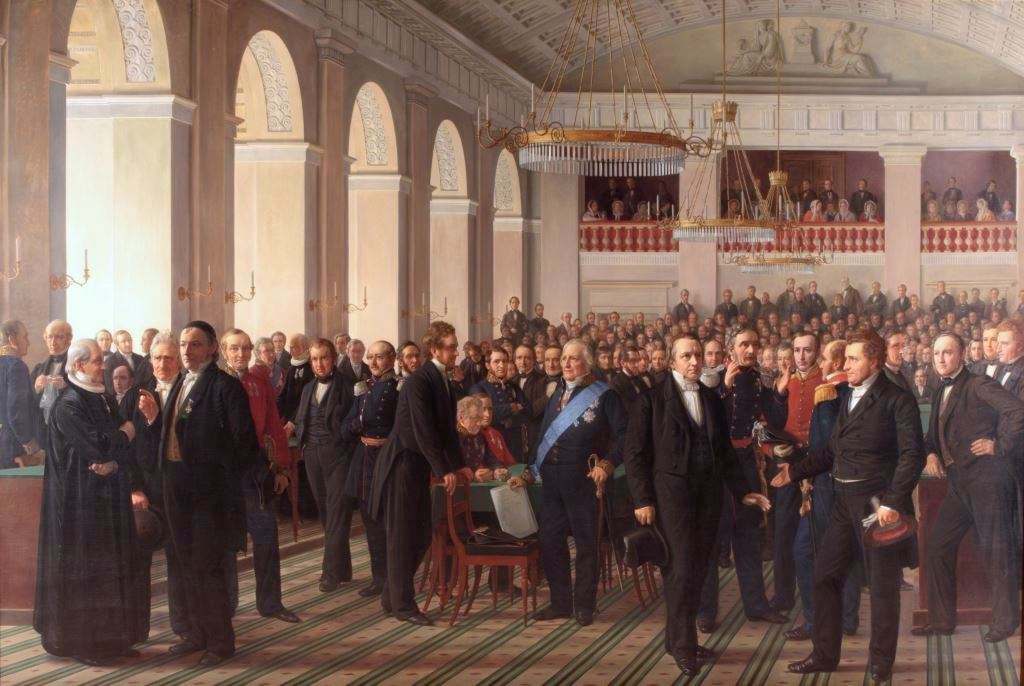
Ojcowie duńskiej konstytucji, 1848

Carl Christian Constantin Hansen (Constantin Hansen) (ur. 3 listopada 1804 w Rzymie, zm. 29 marca 1880 we Frederiksbergu) – duński malarz akademicki.

## Biografia
Urodził się w Rzymie w rodzinie malarza portrecisty Hansa Hansena (1769-1828), jego matką chrzestną została wdowa po Mozarcie, Constanze Mozart. Naukę podjął w wieku 12. lat w Kunstakademiets Arkitektskole przy Królewskiej Duńskiej Akademii Sztuk. Początkowo studiował architekturę, jednak później zmienił zainteresowania i zajął się malarstwem. Był uczniem Christoffera Wilhelma Eckersberga i debiutował kilkoma portretami w kopenhaskiej Akademii.
W 1835 otrzymał stypendium dzięki któremu mógł podjąć studia w Rzymie. Hansen mieszkał we Włoszech osiem lat, przebywając głównie w otoczeniu innych duńskich artystów. Malował w tym czasie zabytki, architekturę i włoskie sceny ludowe, przez pewien czas kopiował starożytne malowidła w Neapolu. Wracając do Danii zatrzymał się w Monachium, by studiować sztukę malowania fresków.
Po powrocie do Kopenhagi artysta zajął się malarstwem dekoracyjnym o tematyce biblijnej, wykonał m.in. w latach 1844–1853 serię fresków na Uniwersytecie w Kopenhadze. W 1854 został profesorem Akademii, a w 1864 pełnoprawnym członkiem. Był żonaty od 1846 z Magdaleną Barbarą Købke, miał trzynaścioro dzieci, z których czworo zmarło we wczesnym dzieciństwie. Jego córka Elise Konstantin-Hansen została znaną malarką a inna Kristiane Konstantin-Hansen zajmowała się wytwarzaniem artystycznych tkanin.

## Twórczość
Constantin Hansen był wszechstronnym artystą, poruszał zwykle tematy osadzone w mitologii i literaturze, na jego twórczość miał duży wpływ Niels Lauritz Høyen, duński historyk sztuki i krytyk. Artysta poruszał również tematykę inspirowaną historią Danii osadzoną w realiach mitologii nordyckiej. Malował też architekturę, pejzaże, portrety, sceny rodzajowe i dekoracje ołtarzy. Jest uznawany za czołowego przedstawiciela Złotego Wieku w duńskim malarstwie.